# Fafleralp-Rundweg
Als Fafleralp-Rundweg wird die Schweizer Wanderroute 182 (eine von 269 lokalen Routen) in den Berner Alpen bezeichnet. Sie beginnt und endet beim Parkplatz der Fafleralp im hinteren Lötschental des Schweizer Kantons Wallis.
Man startet am Ende der Strasse auf 1766 m ü. M., wohin man auch mit dem Bus gelangt. Es geht auf der nördlichen Talseite via Guggistafel zum Guggisee und weiter bis zum Anusee (auch Anensee genannt) an der Anenhütte auf 2355 m ü. M. und mit Blick auf den Langgletscher entlang der Lonza wieder talaus. Die Wegstrecke beträgt elf Kilometer. Es sind 680 Höhenmeter im Auf- und Abstieg zu überwinden; die Wanderzeit wird mit drei Stunden und 50 Minuten angegeben.

## Bilder

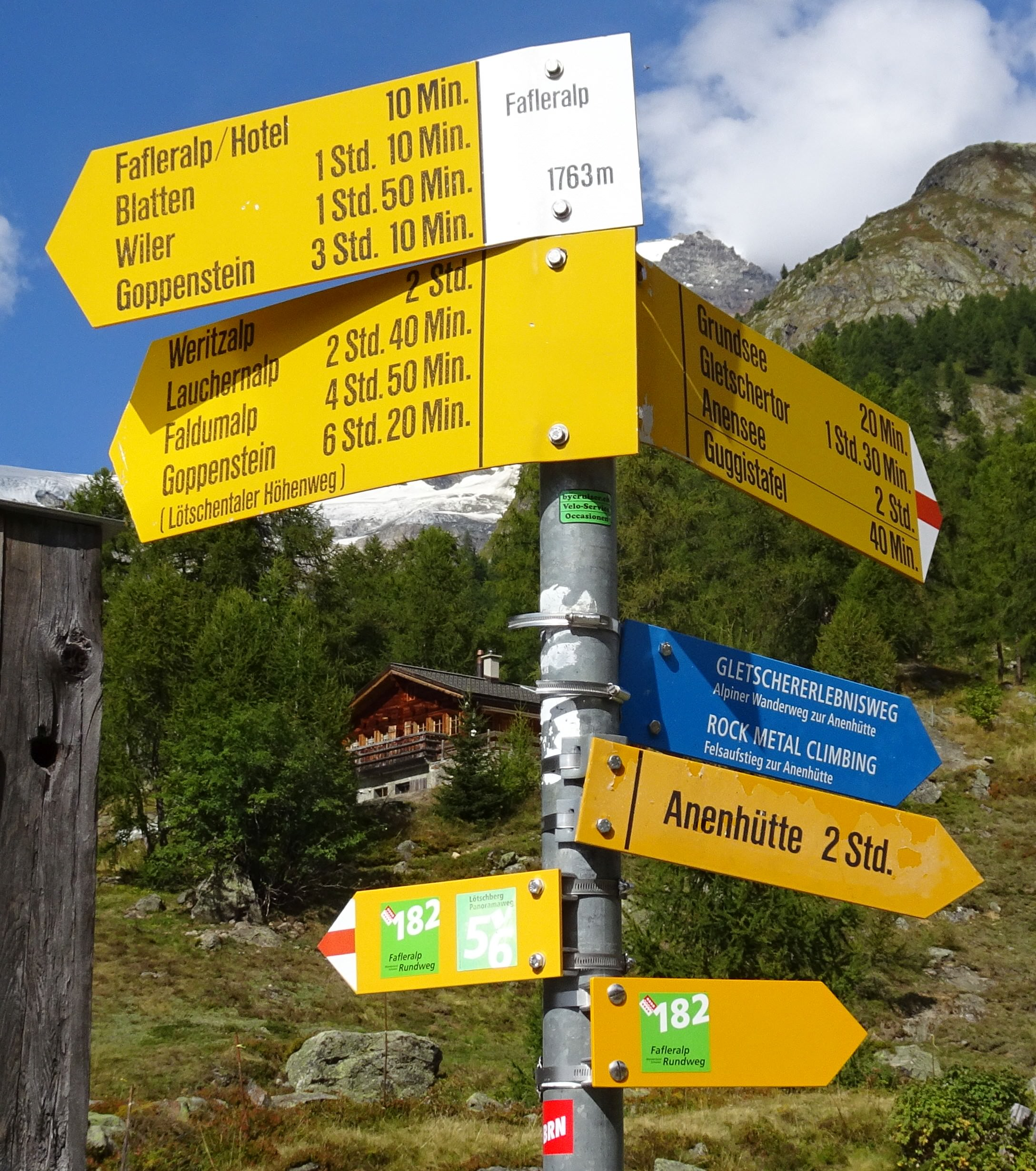
Wegweiser Fafleralp
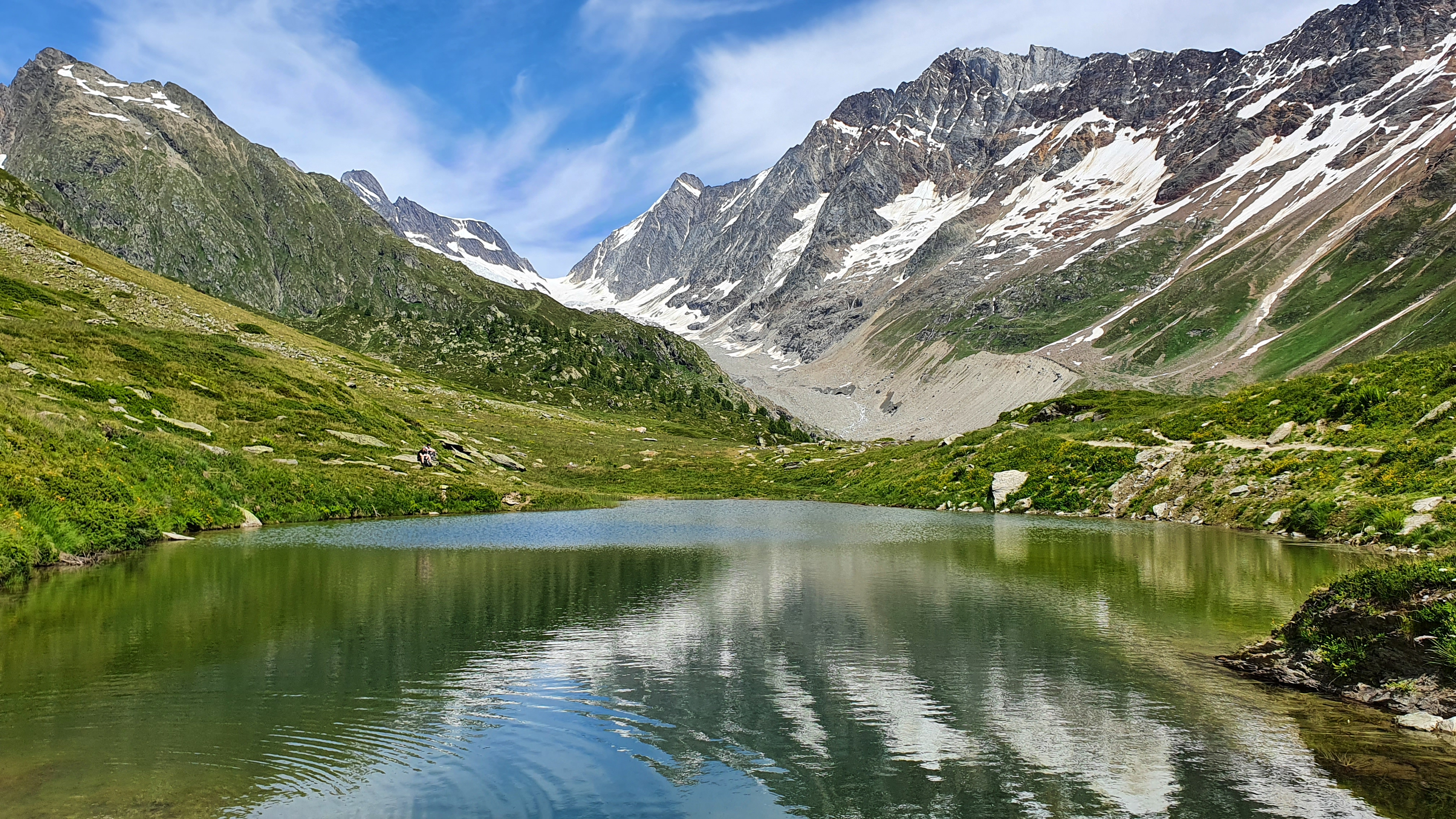
Guggisee
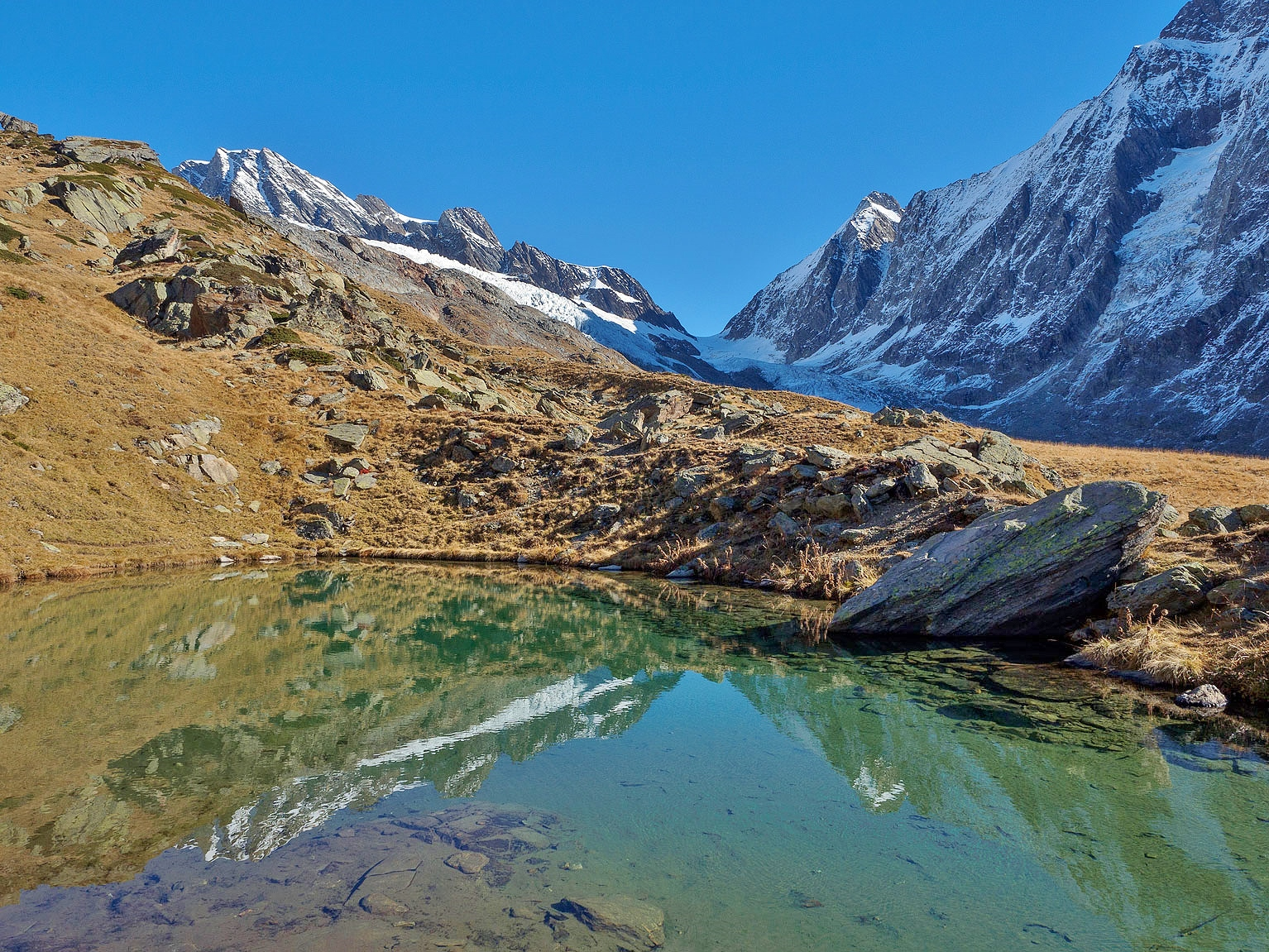
Anusee
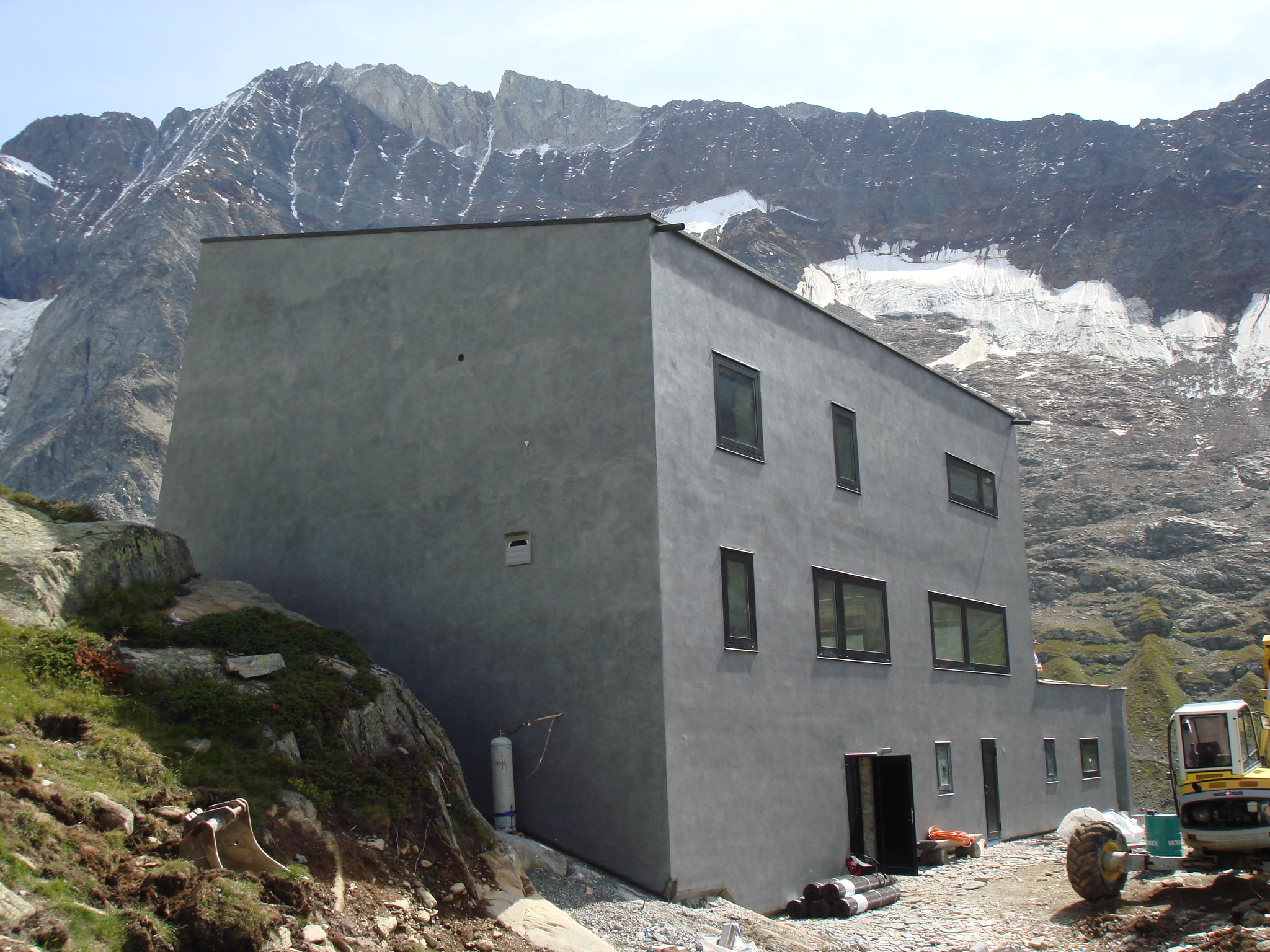
Anenhütte

## Nachweise
1. ↑  Alle lokalen Routen bei «SchweizMobil».
2. ↑  Lage und Höhen gemäss «geo admin.ch».